# Astra 1E
Astra 1E (Астра 1E) — європейський телекомунікаційний супутник. Він призначається для ретрансляції радіо-і телепрограм в аналоговому і цифровому форматах.

## Історія
Цей супутник, був замовлений лідеру галузі Hughes Space & Communications, модель HS-601. К 1995 році на орбіті знаходилося чотири супутники Astra.

## Характеристики
- Ракета-носій: Ariane
- Стабілізація: по трьох осях
- Кількість транспондерів: 18
- Потужність транспондера: 85 Вт
- ЕІВП в центрі пучка: 52 дБВт
- Ширина смуги транспондера: 26 МГц
- Робочий діапазон (down-link): 11,7-12,1 ГГц